# Championnat du Pakistan de football 2008
Navigation
Édition précédente Édition suivante
La saison 2008 du Championnat du Pakistan de football est la cinquième édition de la National Premier League, le championnat de première division national pakistanais. Les équipes engagées sont regroupées au sein d'une poule unique où elles affrontent deux fois leurs adversaires, à domicile et à l'extérieur. En fin de saison, les deux derniers du classement sont relégués et remplacés par les deux meilleures équipes de deuxième division.
C'est le club de WAPDA FC, tenant du titre, qui remporte à nouveau la compétition cette saison après avoir terminé en tête du classement, avec quatre points d'avance sur Pakistan Army et sept sur le Khan Research Laboratories FC. C'est le septième titre de champion du Pakistan de l'histoire du club.

## Participants
- Pakistan Army
- WAPDA FC
- Khan Research Laboratories FC
- Karachi Port Trust FC
- Punjab Medical College FC
- PIA FC
- Pakistan Navy FC
- Habib Bank Limited FC
- National Bank of Pakistan
- Afghan FC
- Pak Electron Limited - Promu de D2
- KESC FC
- Pakistan Television FC
- Pakistan Steel FC - Promu de D2

## Compétition

### Classement
Le classement est établi sur le barème de points classique : victoire à 3 points, match nul à 1, défaite à 0.
| Rang | Équipe                         | Pts | J  | G  | N  | P  | Bp | Bc | Diff |
| ---- | ------------------------------ | --- | -- | -- | -- | -- | -- | -- | ---- |
| 1    | WAPDA FCT                      | 54  | 26 | 15 | 9  | 2  | 46 | 22 | +24  |
| 2    | Pakistan Army                  | 50  | 26 | 14 | 8  | 4  | 40 | 21 | +19  |
| 3    | Khan Research Laboratories FCC | 47  | 26 | 13 | 8  | 5  | 46 | 24 | +22  |
| 4    | Karachi Port Trust FC          | 45  | 26 | 13 | 6  | 7  | 39 | 32 | +7   |
| 5    | Pakistan Navy FC               | 41  | 26 | 11 | 8  | 7  | 30 | 18 | +12  |
| 6    | National Bank of Pakistan      | 35  | 26 | 9  | 8  | 9  | 45 | 42 | +3   |
| 7    | Punjab Médical College FC      | 35  | 26 | 10 | 5  | 11 | 33 | 38 | -5   |
| 8    | PIA FC                         | 32  | 26 | 8  | 8  | 10 | 38 | 30 | +8   |
| 9    | Habib Bank Limited FC          | 32  | 26 | 9  | 5  | 12 | 34 | 31 | +3   |
| 10   | Afghan FC                      | 31  | 26 | 8  | 7  | 11 | 33 | 39 | -6   |
| 11   | Pak Electron LimitedP          | 31  | 26 | 8  | 7  | 11 | 25 | 40 | -15  |
| 12   | KESC FC                        | 30  | 26 | 8  | 6  | 12 | 32 | 40 | -8   |
| 13   | Pakistan Steel FCP             | 29  | 26 | 6  | 11 | 9  | 27 | 36 | -9   |
| 14   | Pakistan Television FC         | 5   | 26 | 1  | 2  | 23 | 19 | 74 | -55  |

|  | Qualification pour la Coupe du président de l'AFC 2009                                   |
|  | Relégation directe en deuxième division                                                  |
|  | T : Tenant du titre C : Vainqueur de la Coupe du Pakistan P : Promu de deuxième division |

## Bilan de la saison
| Championnat du Pakistan de football 2008                             |                        |
| Champion                                                             | WAPDA FC (7e titre)    |
| Coupes et trophées                                                   |                        |
| Vainqueur de la Coupe du Pakistan 2008                               | Non disputée           |
| Qualifications continentales                                         |                        |
| Coupe du président de l'AFC 2009                                     | WAPDA FC               |
| Promotions et relégations                                            |                        |
| Promus en Championnat du Pakistan de football                        | Pakistan Air Force FC  |
| Promus en Championnat du Pakistan de football                        | Baloch FC Nushki       |
| Relégués en Championnat du Pakistan de football de deuxième division | Pakistan Steel FC      |
| Relégués en Championnat du Pakistan de football de deuxième division | Pakistan Television FC |